# Paxton (Floryda)
Paxton – miasto w Stanach Zjednoczonych, w stanie Floryda, siedziba administracyjna hrabstwa Walton.